# Epilissus ruteri
Epilissus ruteri är en skalbaggsart som beskrevs av Lebis 1953. Epilissus ruteri ingår i släktet Epilissus och familjen bladhorningar. Inga underarter finns listade i Catalogue of Life.